# Brassolis maritima
Brassolis maritima är en fjärilsart som beskrevs av Hans Ferdinand Emil Julius Stichel 1903. Brassolis maritima ingår i släktet Brassolis och familjen praktfjärilar. Inga underarter finns listade i Catalogue of Life.